# Stadtkern (Essen)
Stadtkern bildet zusammen mit dem Westviertel, dem Nordviertel, dem Südviertel, dem Ostviertel und dem Südostviertel die Essener „Stadtmitte“. Der Stadtkern ist der flächenmäßig kleinste Stadtteil Essens.

## Charakter und Geschichte der Innenstadt

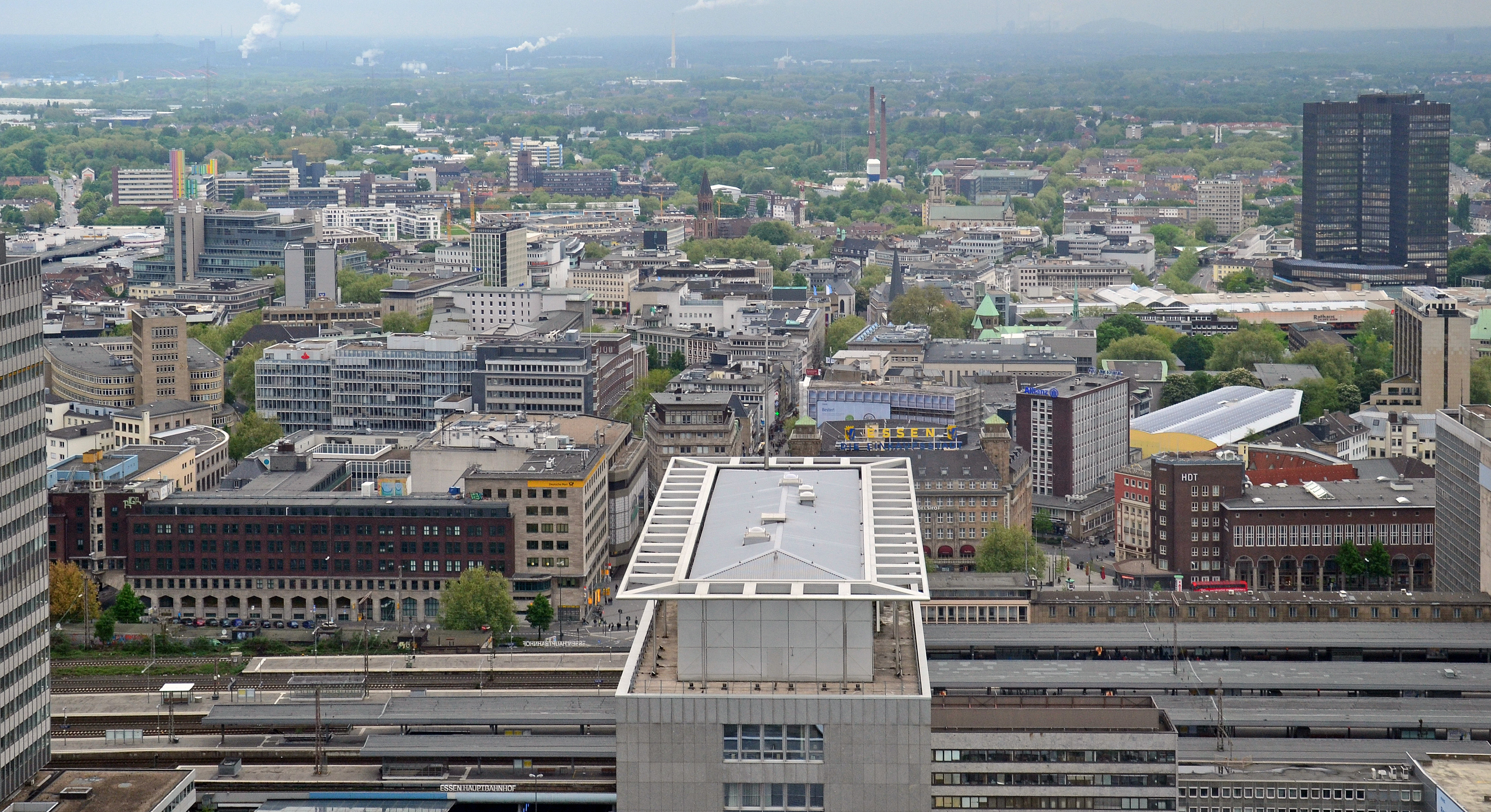
Blick auf den Stadtkern von Süden – markante Punkte: im Vordergrund der Hauptbahnhof, rechts dahinter das Haus der Technik HDT, links daneben das Hotel Handelshof, dahinter mit grünem Dach der Dom, rechts davon die Rathaus Galerie mit dem dunklen Rathaus-Hochhaus dahinter; links hinter dem Hauptbahnhof die Hauptpost, dahinter das Deutschlandhaus

An der Kettwiger Straße, am Burgplatz, befindet sich mit dem Essener Münster die Keimzelle der Stadt. Das Gotteshaus war die Kirche des Damenstifts Essen, gegründet um 845 von Altfrid, Bischof von Hildesheim. Die Essener Stadtmauer umschloss etwa zwischen 1244 und 1865 nahezu genau das Gebiet des heutigen Stadtteils Stadtkern.
Im 19. Jahrhundert wurden, zur Zeit der Industrialisierung, durch Erweiterungen der Krupp-Gussstahlfabrik westlich vom damaligen Essen und dem umliegenden Steinkohlenbergbau, immer mehr Einwanderer als Arbeitskräfte angelockt. So wurde im Stadtkern 1861 erstmals offiziell die Hausnummerierung nach Straßennamen eingeführt. Anfang des 19. Jahrhunderts hatte es noch ausgereicht, die Häuser einzeln durchzunummerieren.
Essen bezeichnet sich selbst als die Einkaufsstadt – eine Bezeichnung, die bereits im Jahre 1938 von der damaligen Werbegemeinschaft geprägt worden ist, doch erst nach dem Zweiten Weltkrieg als Thema dominierte. Bis dahin, also bis zur über 90-prozentigen Kriegszerstörung, war die Innenstadt hauptsächlich Wohnquartier. Von 1944 bis März 1945 befand sich im Stadtkern ein Außenlager des KZ Buchenwald, das KZ-Außenlager Schwarze Poth, zu dem 2002 eine Gedenkstätte im ehemaligen Treppenaufgang zur Porschekanzel eingerichtet wurde.
Essen sollte nun als wichtigste Einkaufsstadt im Ruhrgebiet zum Wiederaufbau antreiben. 1960 hatten sich daraufhin die Einzelhandelsumsätze im Vergleich zu 1950 verdoppelt. Damit überholte der Einzelhandel den bisher führenden Wirtschaftszweig des Bergbaus. 1964 wurden 23 Prozent des Bruttosozialproduktes im Einzelhandel erwirtschaftet, was deutlich über dem Wert der Konkurrenten Dortmund und Duisburg lag. Dieser Teil des Bruttosozialproduktes sank in den 1980er Jahren wieder unter 16 Prozent, dennoch ist der gleichlautende Schriftzug seit 1951 bis heute in großen Buchstaben auf dem Dach des Hotels Handelshof zu sehen. Im Stadtkern befinden sich heute mehrere Fußgängerzonen mit Warenhäusern und Einzelhandelsgeschäften: die Kettwiger Straße – eröffnete am 16. Juni 1965, die Limbecker-, die Rathenau- und die Viehofer Straße. Am nördlichen Ende der zur Fußgängerzone umgestalteten Viehofer Straße liegt der Viehofer Platz, der noch durch die hier verbreiterte Friedrich-Ebert-Straße mit Kreuzung zur Schützenbahn erkennbar ist. Direkt am Viehofer Platz steht die dreischiffige St.-Gertrud-Kirche, die 1877 nach Plänen von August Rincklake fertiggestellt war und nach schweren Kriegsschäden 1955 verändert wieder aufgebaut wurde. Historisch verweist der Viehofer Platz auf den ehemals hier befindlichen Vieh-Hof, der als Fronhof des Essener Damenstiftes dieses mit Fleisch- und Milchprodukten versorgte. Der Vieh-Hof bestand vermutlich schon zu Zeiten der Stiftsgründung. Hier befand sich bis zu Anfang des 19. Jahrhunderts auch das Viehofer Tor, das nördliche der vier Essener Stadttore. Westlich des Viehofer Platzes befindet sich die U-Bahn-Haltestelle Rheinischer Platz. Ende des 19. Jahrhunderts errichtete man hier einen Bahnhof der Rheinischen Eisenbahn-Gesellschaft, der dem Zweiten Weltkrieg zum Opfer fiel.
Der zentrale Kennedyplatz, der etwa von 1953 bis 1964 Gildenplatz hieß, verbindet nach Neugestaltung 1989 heute die Fußgängerzonen, wobei er unter sich eine Tiefgarage erhielt. Der Kennedyplatz war vor dem Zweiten Weltkrieg bebaut, er ist also nicht stadtgeschichtlich gewachsen. Auf dem südlichen Teil des Platzes steht seit 1952 Essens Amerikahaus. Ganz in der Nähe, am II. Hagen 7, befand sich, nach der im Zweiten Weltkrieg zerstörten Evangelischen Pauluskirche, seit 1968 das Haus der Kirche des evangelischen Stadtkirchenverbandes. Dieses ist 2008/2009 zum sogenannten Kennedy-Tower, einem Büro- und Geschäftshaus, umgebaut worden. Weitere Gebäude um den Kennedyplatz herum sind unter anderem das Heroldhaus (1955, Architekt: Emil Jung, seit Februar 2012 Hotel), das Allbauhaus (1956, Architekt: Willy Maximilian Schneider), das Gildenhaus (1955, Architekten: Wilhelm und Hans Eggeling), das C&A-Warenhaus (1980), aus dem C&A Anfang 2010 auszog. Daneben, zwischen dem Kennedyplatz und der dem Essener Dom vorgelagerten Kirche St. Johann Baptist, liegt der Friedensplatz, bis 1994 Kurienplatz und dann bis 2024 Kardinal-Hengsbach-Platz genannt, auf dem sich das Denkmal des Wachsamen Hähnchens befindet. Das nördlichere Geschäftshaus am Markt 1 (1987) steht an der Stelle der ersten drei Essener Rathäuser. Nördlich des Kennedyplatzes liegt der 1858 angelegte Kopstadtplatz. Hier war unter anderem das Anwesen der Familie Kopstadt, die von 1734 bis 1833 drei Essener Bürgermeister stellte. Der Platz diente zunächst als Markt- und später als Kirmesplatz. 1896, nach dem Abriss des Heilig-Geist-Hospitals, wurde der Platz erweitert. Am 19. Januar 1899 eröffnete an der Stelle der heutigen Kopstadt-Passage das Varieté Wolff's Colosseum (Leitung: Martha Wolff), ein großes deutsches Revue- und Operettentheater mit rund 3.000 Sitzplätzen und bis zu 400 Aufführungen pro Jahr. Architekten des reich verzierten Gebäudes waren Oskar und Bruno Kunhenn. In den 1930er Jahren entstand dann hier das schlicht gehaltene Varieté Scala mit rund 1.200 Sitzplätzen. 1991 wurde der Kopstadtplatz neugestaltet.

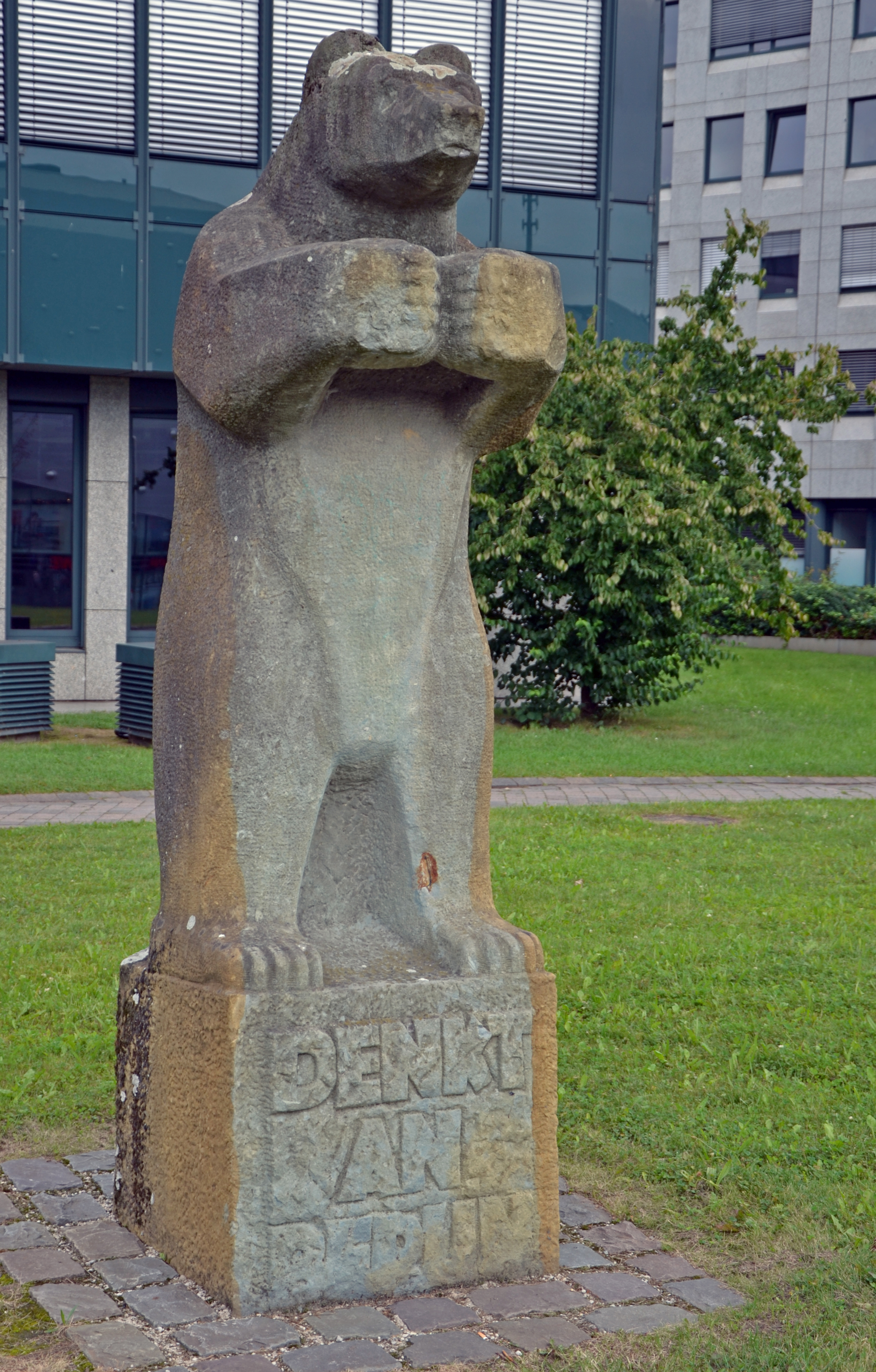
Bär am Berliner Platz

Am nordwestlichen Ende des Stadtkerns liegt der Berliner Platz, der nach dem Mauerbau aus Solidarität zu den betroffenen Berlinern seinen Namen erhielt und auch nach dem Mauerfall behielt. Die vom Bildhauer Herbert Lungwitz erschaffene, knapp drei Meter hohe Skulptur des Berliner Bären aus Anröchter Dolomit, die seit 1959 im Grugapark stand, wurde am 10. Juli 1964 am nun Berliner Platz genannten Kreisverkehr aufgestellt. In seinen steinernen Sockel sind die Worte Denkt an Berlin geprägt. Zur Einweihung des Berliner Platzes im Juli 1964 war der damalige Regierende Bürgermeister Berlins Willy Brandt erwartet worden, er wurde aber wegen Krankheit durch seinen späteren Nachfolger Heinrich Albertz vertreten. In den 1960er Jahren ein Platz mit großem Straßenbahn-Bahnhof, befindet sich heute hier noch eine Straßenkreuzung mit großem Kreisverkehr. Unterirdisch liegt heute der U-Bahnhof Berliner Platz auf zwei Ebenen. Die Skulptur des Berliner Bären war wegen Umbauten des Platzes seit 2007 eingelagert worden. Sie ist 2012 am zwei Jahre zuvor fertiggestellten Kreisverkehr des Berliner Platzes vor der Agentur für Arbeit wieder aufgestellt worden.
Südöstlich angrenzend lag der Limbecker Platz, der heute überwiegend vom Einkaufszentrum am Limbecker Platz überdeckt wird, dessen letzter Bauabschnitt am 22. Oktober 2009 eröffnet wurde. Das aus dem Jahre 1912 stammende und nach dem Zweiten Weltkrieg wieder aufgebaute alte Karstadt-Gebäude, im Volksmund Warenburg genannt, wurde im Frühsommer 2008 abgebrochen und der markante Turm gesprengt. Auf der Rückseite verläuft die Friedrich-Ebert-Straße mit dem Unperfekthaus. Ein zweites Einkaufszentrum, mit heute etwa 80 Ladenlokalen, wurde 1979 eröffnet und 1993 umgebaut – das sogenannte City Center Essen. Das gesamte Center liegt am Porscheplatz, 1951 nach dem gerade verstorbenen Ferdinand Porsche benannt. Er hieß vorher im Volksmund einfach Omnibusbahnhof. Dieses Einkaufszentrum wurde nach zweijährigem Umbau am 25. März 2010 als Rathaus Galerie Essen neu eröffnet. An seinem östlichen Ende befindet sich das Essener Rathaus. Im Zuge des Fahrplanwechsels der damaligen Essener Verkehrs-AG im Dezember 2009 wurden die Bus- und U-Bahn-Haltestellen von Porscheplatz in Rathaus Essen umbenannt. In der Kettwiger Straße befindet sich das 1928 errichtete Glockenspiel, welches von der alteingesessenen Firma Deiter betrieben wird. Gegenüber dem Glockenspiel befand sich das renommierte Café Overbeck, das jedoch aufgrund von Insolvenz im Jahr 2014 geschlossen wurde. Unweit davon, neben der gehobeneren Theater-Passage, befindet sich das Grillo-Theater, das alte Stadttheater aus dem Jahre 1892, welches nach kriegsbedingten Beschädigungen in veränderter Form neu aufgebaut worden ist. Gegenüber in der Fußgängerzone befindet sich seit 1928 die Lichtburg, ein großes Kino in einem denkmalgeschützten Gebäude.
Mitten im Zentrum, am Flachsmarkt, befindet sich die protestantische Marktkirche mit einer Geschichte bis zurück ins 11. Jahrhundert. In der Nähe des Porscheplatzes wurde 1913 die Alte Synagoge erbaut, die heute als Begegnungs- und Gedenkstätte dient. Neben der Synagoge befindet sich die 1916 eingeweihte Altkatholische Friedenskirche sowie direkt vor ihr der Jahrhundertbrunnen von 1907. An sie grenzt im Osten das Kolpinghaus Essen Zentral an, das 1858/1859 als Haus des 1852 durch Adolph Kolping gegründeten Gesellenvereins errichtet wurde. 1895 wurde es zu einem ersten Hospiz. 1911/1912 errichtete man an der Bernestraße, südlich der altkatholischen Kirche, als Erweiterung einen Neubau, in dem seit 1974 das Katholische Stadthaus untergebracht ist. Im Zweiten Weltkrieg zerstört, wurde das Kolpinghaus bis 1951 als Heimstatt der Kolpingsfamilie Essen-Zentral wiedererrichtet. Seit 1972 ist hier zugleich die Geschäftsstelle des Bischöflichen Werkes Adveniat für die Kirche in Lateinamerika untergebracht.
Aufgrund der schweren Zerstörungen durch Bombenangriffe im Zweiten Weltkrieg gingen zahlreiche historische Gebäude im Stadtkern verloren. Nur wenige blieben erhalten oder gar unversehrt. Das alte Rathaus, im Jahre 1887 fertiggestellt und im Zweiten Weltkrieg stark beschädigt, wurde nach erfolgter Instandsetzung in den 1960er Jahren an einen Warenhauskonzern (Wertheim) verkauft und im Jahre 1964 abgebrochen. Im Zweiten Weltkrieg wurden in der Essener Innenstadt rund 90 Prozent aller Gebäude zerstört oder schwer beschädigt. Als markante Gebäude blieben neben dem Carl-Overbeck-Haus am Kopstadtplatz (1912, Architekt: Ernst Knoblauch), dem alten Allbauhaus, ehemals Haushaltswarengeschäft Dellbrügger und Klingen, heute Sparkasse (1928; Architekt: Ernst Knoblauch), dem Deutschlandhaus (1929), der alten Sparkasse (1930), dem Eickhaus (1914, Entwurf: Georg Metzendorf) und dem Schürmann-Haus (1914, Architekt: Oskar Schwer) noch das Haus der Essener Credit-Anstalt (1901), das Haus der Technik (1923) und das Hotel Handelshof (1911/1912) sowie der Essener Hof erhalten. Das Haus der heutigen Hauptpost, an der Ecke Hachestraße (früher Märkische Straße) / Willy-Brandt-Platz, steht etwa acht bzw. vierzehn Meter nach hinten versetzt gegenüber dem Vorgängerbau, dem alten Reichspostgebäude, das 1900 bis 1903 errichtet und 1932 abgerissen wurde. Rechts der Hauptpost stand seit etwa 1899 das „Grand Hôtel Royal“ (später „Hotel Königshof“), das 1930 abgerissen wurde, um das fünfgeschossige Deutsche Familienkaufhaus DeFaKa zu errichten, das im November 1937 eröffnete. Es brannte nach einem letzten großen Luftangriff der Alliierten auf Essen im März 1945 völlig aus und wurde nach und nach wiederaufgebaut. Später wurde es zugunsten des am 24. November 1977 eröffneten und rund 50 Millionen DM teuren Horten-Kaufhauses abgerissen, welches 1994 zum heutigen Warenhaus von Galeria-Kaufhof wurde. Horten übernahm in den 1950er Jahren den Vorläufer DeFaKa und schloss in Essen deren letztes Kaufhaus. 2020 schloss das inzwischen unter Galeria Karstadt Kaufhof firmierende Kaufhaus und wird derzeit zu einem Büro- und Geschäftshaus mit dem alten Namen Königshof umgebaut. Eröffnung ist für Mitte 2024 geplant.
Vereinzelt findet man noch alte Hausfassaden, wie auf der Kettwiger Straße das ehemalige Hotel Zum Ritter (1906) und die Fassade an der Hirsch-Apotheke, die sich an der Limbecker Straße 4 befindet und an vergangene architektonische Epochen erinnert. Das Baedekerhaus der ehemaligen Buchhandlung Baedeker aus dem Jahr 1928 auf der Kettwiger Straße steht mit seiner Muschelkalkfassade und vier Skulpturen von Joseph Enseling genauso unter Denkmalschutz wie das frühere Modekaufhaus Loosen (vormals Gustav Blum). Beide plante der Architekt Ernst Bode.

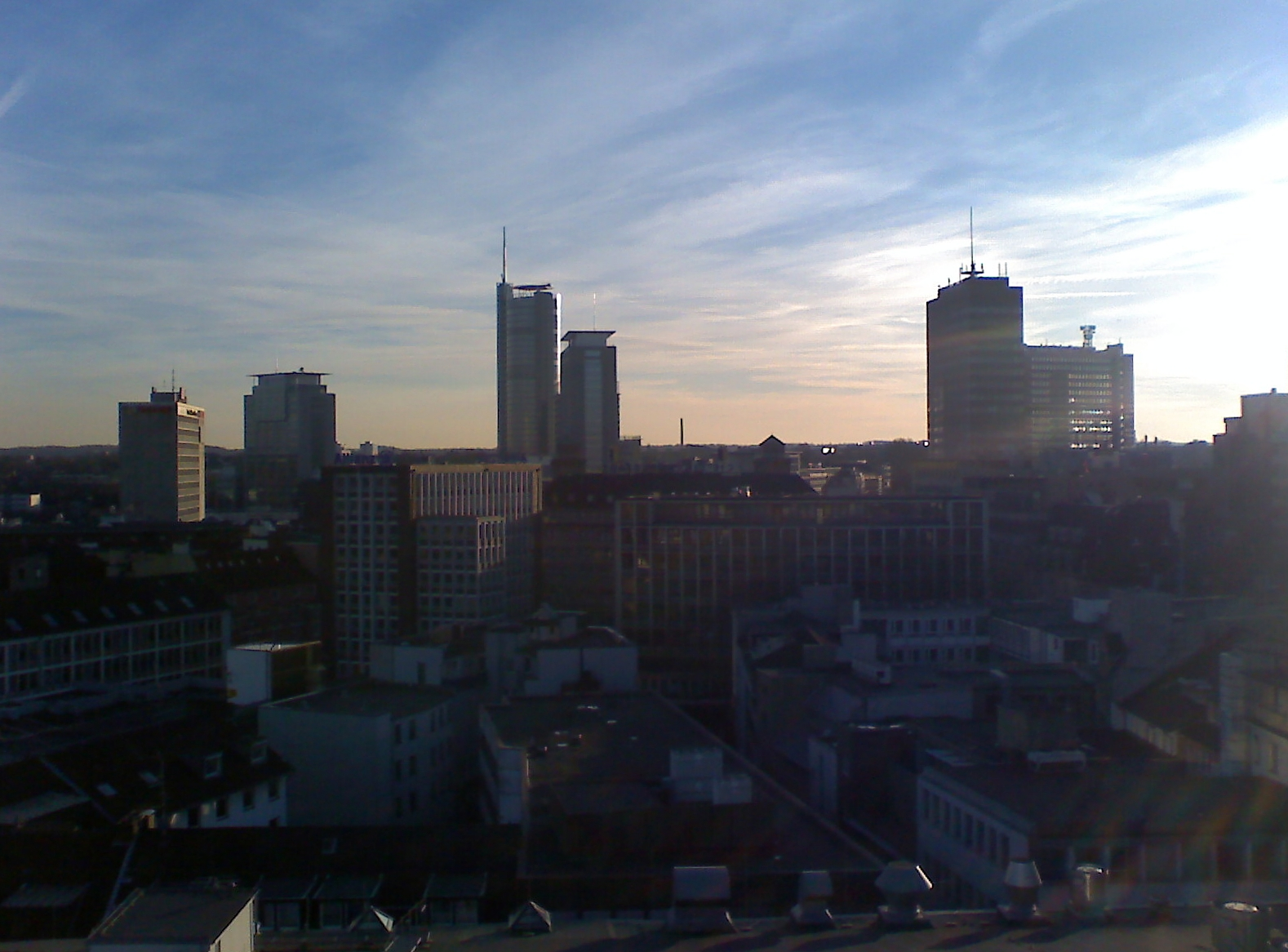
Blick über Stadtkern und Südviertel 2007
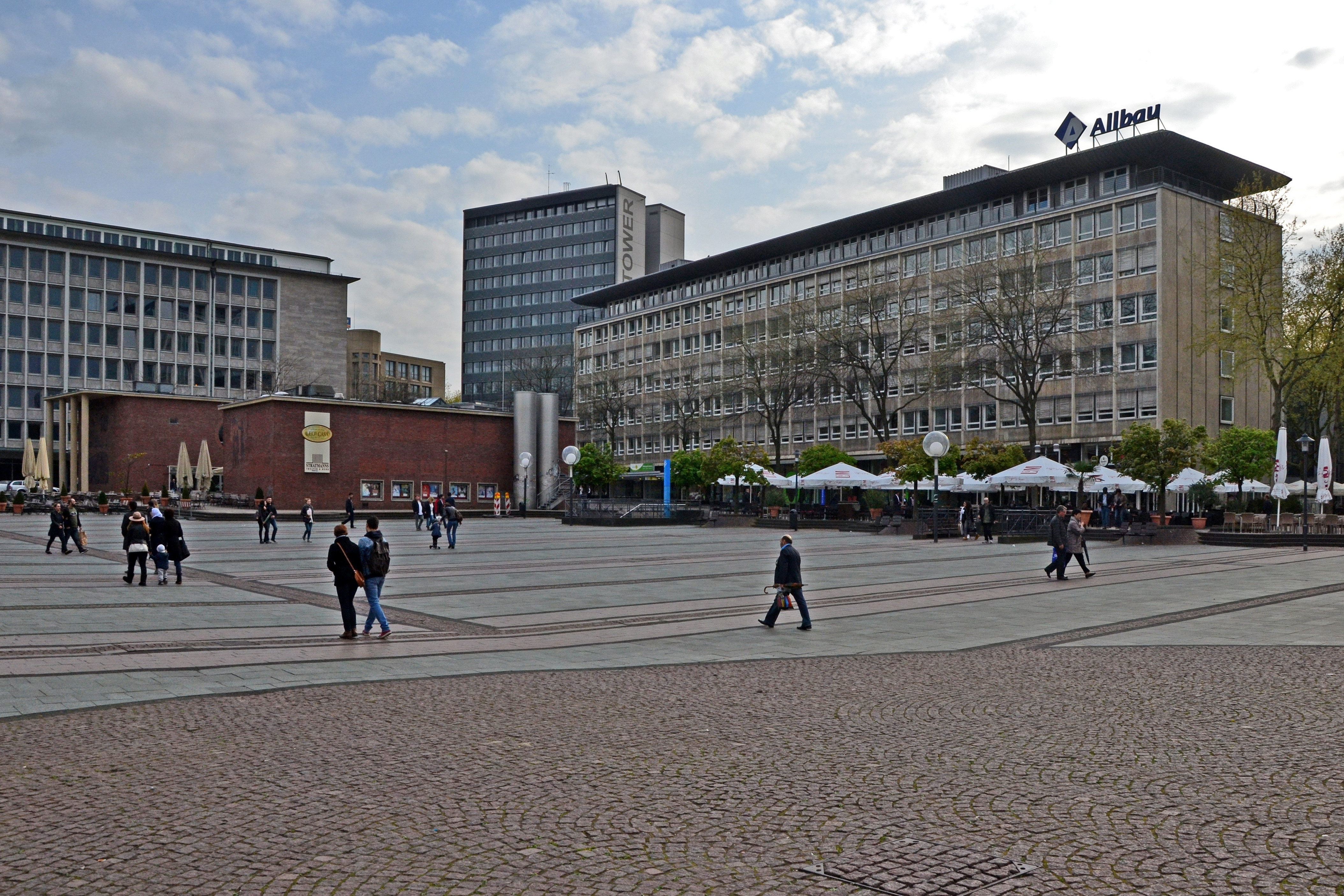
Kennedyplatz mit dem ehem. Amerikahaus im Vordergrund, v. l.: Heroldhaus, Kennedy-Tower, Allbauhaus
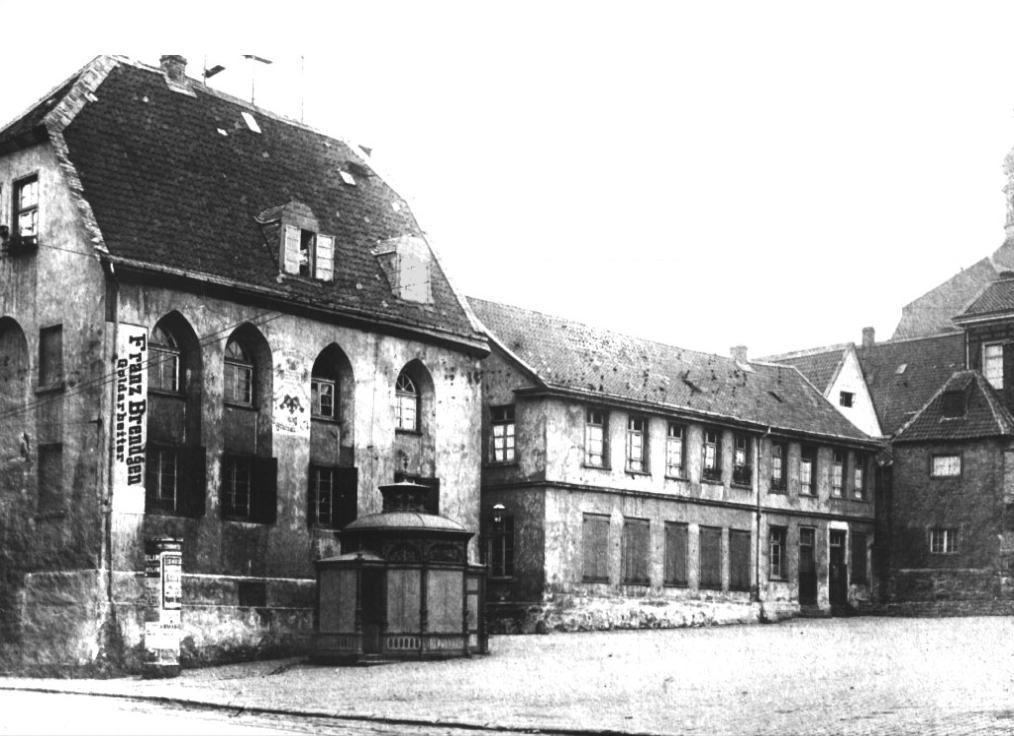
Kopstadtplatz 1878, Heilig-Geist-Hospital
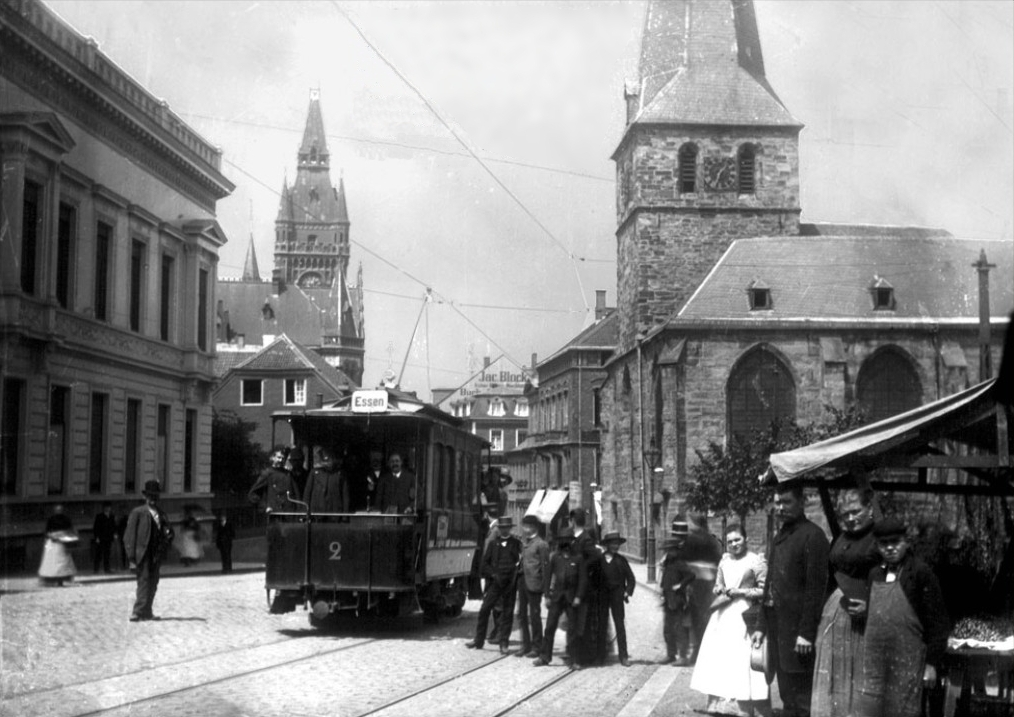
Kettwiger Straße, Burgplatz 1895

### Bankenviertel

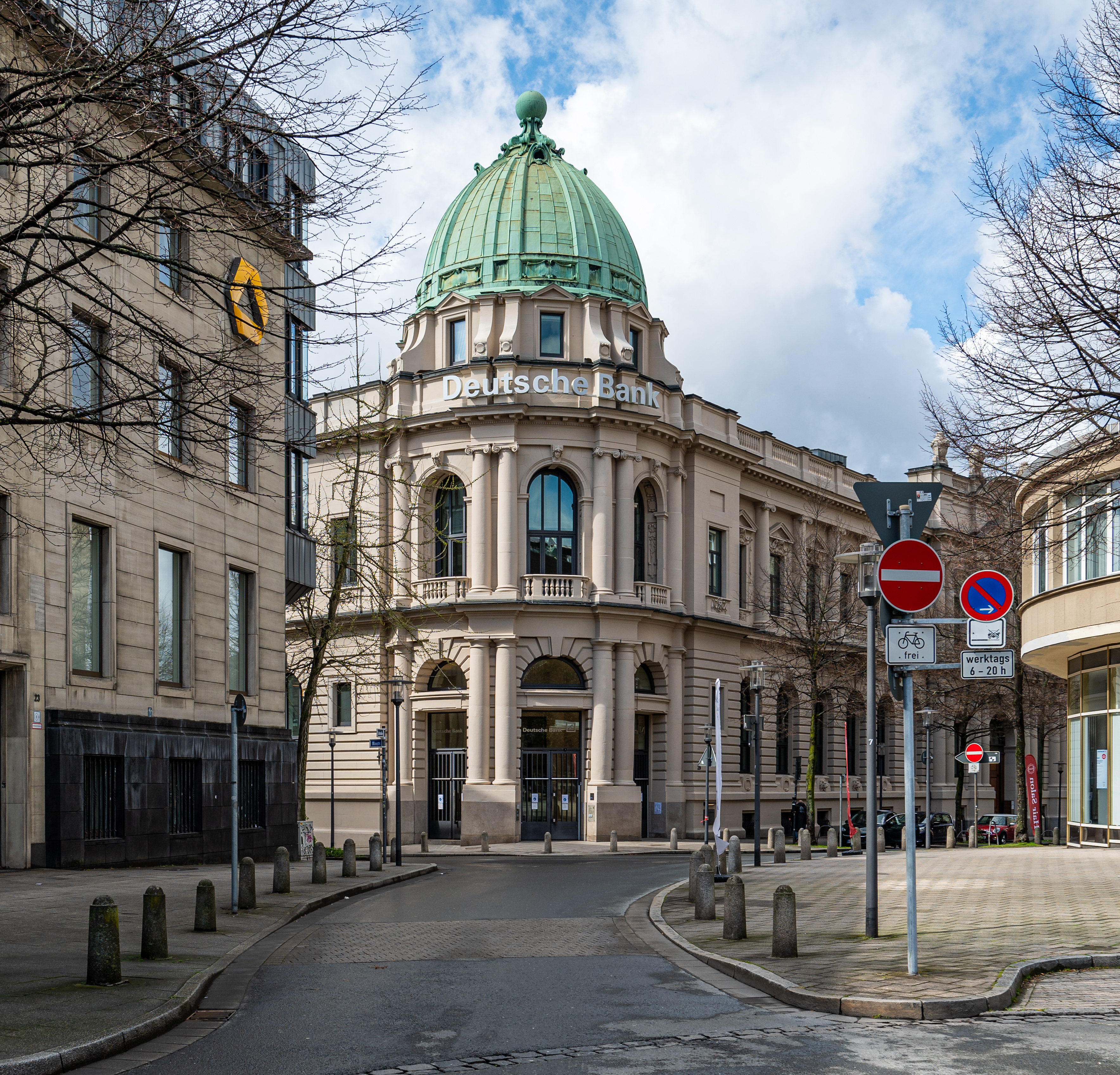
Gebäude der ehemaligen Essener Credit-Anstalt

Durch die Ausweitung der Kohle- und Stahlindustrie im 19. Jahrhundert entwickelte sich an der Lindenallee ein damals für das gesamte Ruhrgebiet bedeutendes Bankenviertel, in dem sich zahlreiche Kreditinstitute niederließen. Größere Umbaumaßnahmen der Essener Altstadt um das Jahr 1900 ermöglichten die Entstehung des Viertels mit teils monumentalen Gebäuden. So errichtete der Architekt Peter Zindel (Erbauer des alten Essener Rathauses) in den Jahren 1898 bis 1901 den repräsentativen Kuppelbau der bereits 1872, unter Mitwirkung von Friedrich Grillo, gegründeten Essener Credit-Anstalt, die 1925 in der Deutschen Bank aufging. Vollendet wurde das Gebäude, dessen Fassade heute unter Denkmalschutz steht, 1908 durch den Berliner Architekten Wilhelm Martens. Südlich gegenüber steht die Filiale der Commerzbank, ehemals Rheinische Bank. Von der Lindenallee zweigt eine Straße mit (schon lange obsoleter) Bezeichnung ab: An der Reichsbank.
Der Wiener Platz wurde am 7. März 1985 – in Erinnerung an die Familie Hirschland – in Hirschlandplatz umbenannt. Simon Hirschland (1807–1885) gründete bereits 1841 die Simon Hirschland Bank. Sein Sohn Isaac Hirschland (1845–1912) erweiterte das Geschäft durch Beteiligungen am Bergbau. Dessen beide Söhne Kurt Hirschland (1882–1957) und Georg Hirschland (1885–1942) richteten das Unternehmen international aus und ließen durch den Architekten Carl Moritz in den Jahren 1910 und 1911 ein repräsentatives Gebäude im entstehenden Essener Bankenviertel errichten. Heute verbirgt sich hinter der erhaltenen Bankfassade ein Neubau mit dem westlichen Teil des Kaufhauses Kaufhof. Die Familie Hirschland war aktiv in der jüdischen Gemeinde und unterstützte unter anderem den Bau der Synagoge an der Steeler Straße. Unter großen Verlusten musste die Familie ihr Bankhaus zur Zeit des Nationalsozialismus 1938 an das Bankhaus Burkhardt „verkaufen“. Nach dem Zweiten Weltkrieg erhielt das Bankhaus auf Wunsch der Familie Hirschland den alten Namen nicht zurück, die Familie bekam aber Wiedergutmachungszahlungen.
1912 wurde auf dem Grundstück des einstigen Kapuzinerklosters, zwischen Kapuzinergasse und Lindenallee, das gehobene Hotel Kaiserhof errichtet. Es wurde 1974 zugunsten eines neuen Bankgebäudes abgerissen. Heute ist dieses Sitz einer Filiale der Santanderbank.
Von 1928 bis 1929 wurde das Bankenviertel durch das Deutschlandhaus, Essens erstes Hochhaus, im Stil der Neuen Sachlichkeit kontrastreich erweitert. In den Jahren 1928 bis 1930 kam das neungeschossige Gebäude der Hauptstelle der Sparkasse hinzu, für das das Architekturbüro von Georg Metzendorf und Jacob Schneider verantwortlich zeichnete. Im Gebäudekomplex befand sich außerdem ein Kaufhaus, das Möbelhaus Kramm und das Kleinkunsttheater Casanova. Heute befindet sich hier die Theaterpassage. Nördlich des Deutschlandhauses, wo sich heute der Waldthausenpark befindet, stand die Villa Waldthausen, in dem die Nationalsozialisten 1937 das Haus Heimat einrichteten. Seit dem 1. Oktober 1965 wird der Waldthausenpark von der Waldthausenbrücke überspannt, die seit 1994 Alfred-Herrhausen-Brücke heißt.

### Das ehemalige Weberviertel

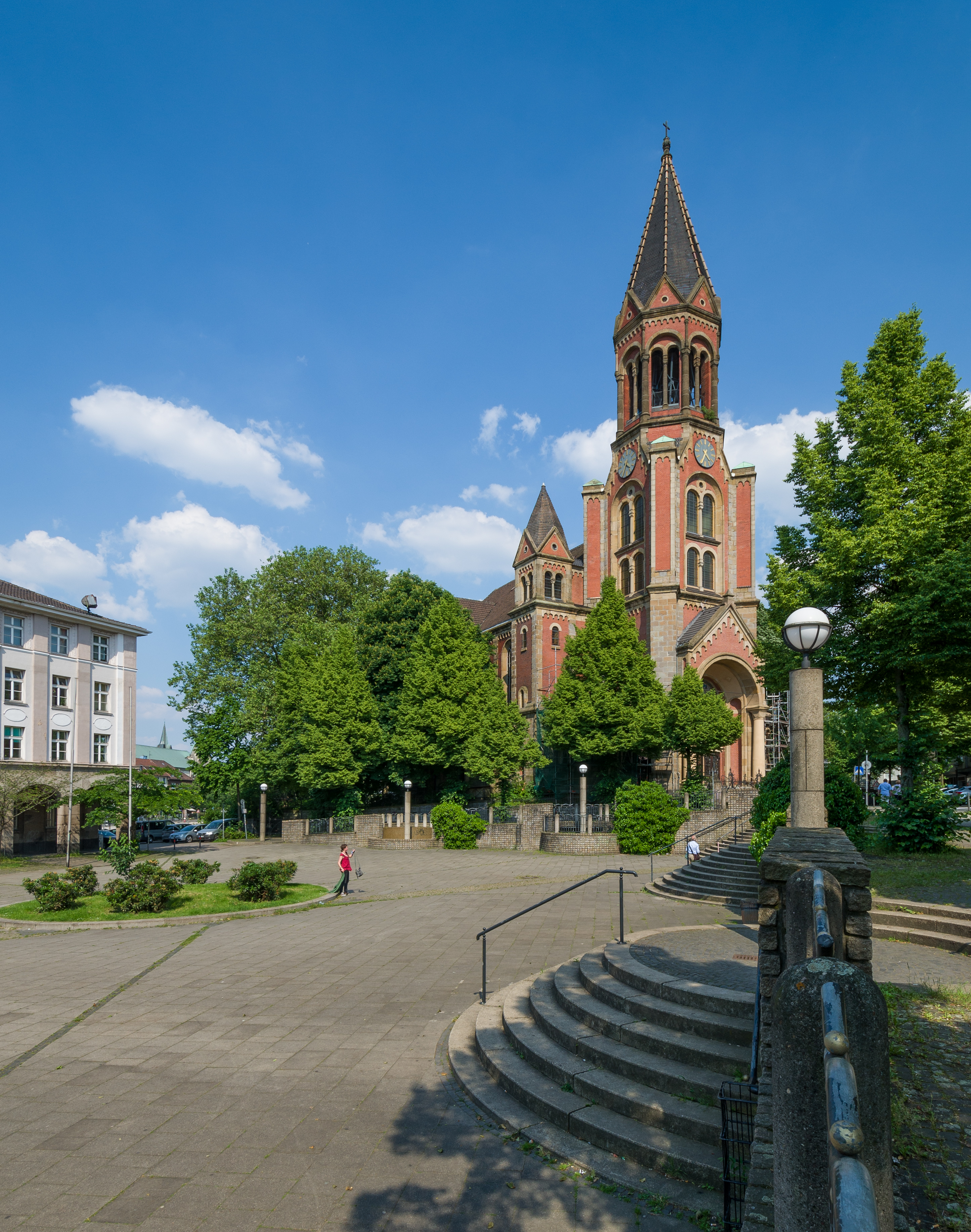
Kreuzeskirche am Weberplatz, 2013

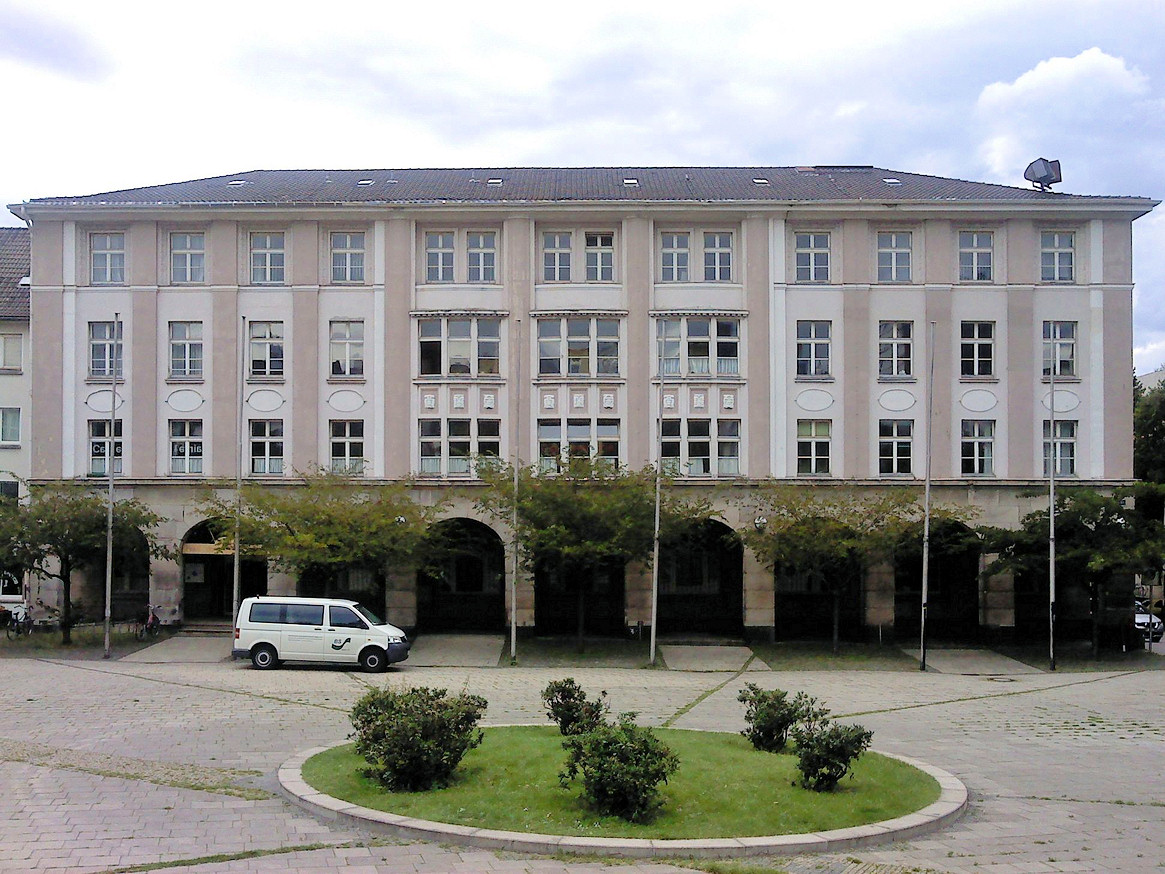
Ehemaliges Kaiser-Wilhelm-Ledigenheim

Im Nordwesten des Stadtkerns befand sich das Viertel der Essener Weber, deren Textilproduktion im 17. Jahrhundert unterging. Oberbürgermeister Erich Zweigert setzte alles daran, dieses mittlerweile zum Elendsviertel gewordene Quartier mit beengten und unhygienischen Wohnverhältnissen zu beseitigen. In diesem Sinn sollte auch die Anlage des noch heute bestehenden Weberplatzes zwischen 1895 und 1898 Abhilfe schaffen. Dazu benötigte man auch einen Teil des Evangelischen Friedhofs, der vom 17. bis ins frühe 19. Jahrhundert als solcher genutzt worden war. Bei Bauarbeiten im Rahmen des Neubauprojektes zur Umgestaltung des Weberplatzes mit Wohn-, Gewerbe- und Bürokomplex wurden im Frühjahr 2024 durch die Stadtarchäologie Gräber, inzwischen etwa 200, und ein teilweise erhaltener Holzsarg dokumentiert.
Am 24. Oktober 1856 wurde am Weberplatz nahe der I. Weberstraße eine evangelische Volksschule eingeweiht. Sie bot vier Klassen und zwei Lehrerwohnungen.
Zwischen 1894 und 1896 wurde angrenzend die evangelische Kreuzeskirche durch den Berliner Architekten August Orth errichtet, die etwa auf dem Grund des im 14. Jahrhundert urkundlich erwähnten Hofes Aschebroch steht, dessen Überreste man wegen einzelner archäologischer Funde noch heute im Boden vermutet. 1912 errichtete man auf Anstoß von Kirchengemeinde und Arbeiterverein das Kaiser-Wilhelm-Ledigenheim. Seinen Namen erhielt das durch den Essener Architekten Oskar Kunhenn erbaute Heim aus Anlass des 25-jährigen Regierungsjubiläums des Kaisers im gleichen Jahr. Die Stadtverwaltung kaufte es 1920 der evangelischen Gemeinde ab. Dann wurde es als Bürogebäude genutzt. Nach schweren Schäden im Zweiten Weltkrieg wurde es vereinfacht wieder aufgebaut und zwischen 1982 und Anfang 2017 von der Arbeitsgemeinschaft Selbsthilfe behinderter Menschen in Essen als Haus der Begegnung geführt, seitdem stand es überwiegend leer. Am 28. Februar 2023 begann der Abriss des Gebäudes im Zuge der Umgestaltung des Weberplatzes. Der Weberplatz, auf dem zuvor ein Wochenmarkt stattfand, wurde bereits in den Jahren 1986 bis 1991 umgestaltet und die ihn westlich begrenzenden Häuser angebaut.
Auf dem Gelände nordöstlich der Kreuzeskirche entstand in den Jahren 2016/2017 durch die städtische Wohnungsbaugesellschaft Allbau ein Wohnquartier. Das Kastanienhof genannte Viertel hat 47 Mietwohnungen und eine Kindertagesstätte, betreut durch den Kinderschutzbund. Die Allbauzentrale wurde vom Kennedyplatz hierhin verlegt, genauso wie die sozialen Einrichtungen aus dem Haus der Begegnung. Das Bauvorhaben zwischen Kreuzeskirche, Rottstraße und Kastanienallee, dessen erster Spatenstich am 13. Dezember 2013 im Beisein vom damaligen Oberbürgermeister Reinhard Paß stattfand, kostete etwa 53 Millionen Euro.
Die 70 Plätze bietende Kindertagesstätte nahm am 1. August 2016 ihren Betrieb auf, die ersten Wohnungen wurden im Herbst des Jahres bezogen.

### Bevölkerung
Am 31. März 2025 lebten 4.518 Einwohner im Stadtkern.
Strukturdaten der Bevölkerung im Stadtkern (Stand: 31. März 2025):
- Bevölkerungsanteil der unter 18-Jährigen: 14,7 % (Essener Durchschnitt: 16,9 %)[19]
- Bevölkerungsanteil der mindestens 65-Jährigen: 10,7 % (Essener Durchschnitt: 21,7 %)[20]
- Ausländeranteil: 54,0 % (Essener Durchschnitt: 20,6 %)[21]

### Wappen

Wappen des Stadtkerns

Blasonierung: „In Blau ein schräglinkes, goldenes (gelbes) Schwert, begleitet oben und unten von je drei goldenen (gelben) Kugeln.“
Das Wappen wurde von Kurt Schweder entworfen und hatte nie offiziellen Charakter. Ende der 1980er Jahre schuf der Heraldiker für alle Essener Stadtteile Wappen. Sie sind inzwischen von der Essener Bevölkerung gut angenommen worden.
Das Schwert als Attribut der Stadtpatrone Cosmas und Damian stellt den Bezug zum Essener Stadtwappen her. Die goldenen Kugeln symbolisieren die sechs Stadtteile Stadtkern, Nordviertel, Ostviertel, Südostviertel, Südviertel und Westviertel.